# Cueva de Apidima
La cueva de Apidima (en griego: Σπήλαιο Απήδημα    , Spilaio Apidima) es un complejo de cuatro cuevas pequeñas ubicadas en la costa occidental de la península de Mani, en el sur de Grecia. Una investigación sistemática realizada en la cueva ha develado fósiles de neandertales y homo sapiens de la era del Paleolítico. El fósil del H. sapiens es, a partir de julio de 2019, el primer ejemplo conocido de humanos modernos fuera de África.

## Descripción
El complejo de la cueva de Apidima son cuevas kársticas ubicadas en la costa oeste de la península de Mani, en el sur de Grecia, formadas por la erosión entre el Triásico Medio y el Eoceno tardío. El complejo consta de cuatro cuevas pequeñas, designadas "A", "B", "C" y "D".
Hoy en día, las cuevas se abren en la cara de un gran acantilado y solo son accesibles en bote, pero durante la Edad de Hielo el nivel del mar bajó en más de 100 metros, y varias cuevas costeras de todo el mundo, hoy sumergidas o situadas en la zona de las olas (siendo la cueva de Apidima de esta última categoría), se elevaron muy por encima de la superficie del agua y fueron ocupadas por humanos primitivos.

## Arqueología

### Programa de investigación
El programa de investigación científica en Apidima comenzó en 1978 y es conducido por el Museo Arqueológico Nacional de Grecia en colaboración con el Laboratorio de Geología Histórica-Paleontología de la Universidad de Atenas, el Instituto de Geología y Explotación de Minerales y la Universidad Aristóteles de Tesalónica.

### Hallazgos
Theodore Pitsios y su equipo han recolectado en la cueva aproximadamente 20.000 huesos, fragmentos de huesos y dientes de varias especies de fauna desde 1978. Hay algunos ejemplares de animales con probables rastros de matanza. Los dos fósiles Homo fueron excavados de la brecha gruesa y cohesiva a 4 metros sobre el nivel del mar.

### FósilesHomo
Los investigadores descubrieron dos fósiles significativos en la cueva "A" de Apidima en 1978, los dos fósiles ahora se conocen como Apidima 1 y Apidima 2. Se encontraron herramientas de piedra en las cuatro cuevas. La investigación publicada en julio de 2019 indica que el fragmento de cráneo de Apidima 2 (designado LAO 1/S2) tiene una morfología neandertal, y el uso de la datación de uranio-torio, tenía más de 170.000 años. Se concluyó que el fósil de cráneo Apidima 1 (designado LAO 1/S1) es más antiguo, ya que fue fechado, usando el mismo método, con más de 210.000 años de antigüedad, y presenta una mezcla de características humanas y primitivas modernas. Esto hace que Apidima 1 sea la evidencia más antigua de Homo sapiens fuera de África, siendo más antiguos por 150.000 años o más que los hallazgos anteriores de H. sapiens en Europa.
La investigadora principal, Katerina Harvati, resumió: «Nuestros resultados sugieren que al menos dos grupos de personas vivían en el Pleistoceno Medio en lo que hoy es el sur de Grecia: una población temprana de Homo sapiens, seguida de una población Neandertal». Harvati dijo que el equipo intentaría extraer ADN antiguo de los fósiles, pero que ella no era optimista en cuanto a encontrar alguno. Además, también podría realizarse un análisis paleoproteómico de proteínas antiguas en los fósiles, si se pueden obtener muestras suficientes.